# Sveti Andraž
Sveti Andraž v Slovenskih Goricah (Duits: Sankt Andrä in den Windischen Büheln) is een gemeente in Slovenië in de regio Podravje en maakte voorheen deel uit van gemeente Ptuj. Sveti Andraž telde tijdens de volkstelling in 2002 1209 inwoners. In de hele gemeente overweegt de landbouw. Vitomarci, de zetel van de gemeente, werd voor het eerst vermeld in 1297.
In Drbetinci staat de uit 1513 daterende parochiekerk H. Andreas.

## Plaatsen in de gemeente
Drbetinci, Gibina, Hvaletinci, Novinci, Rjavci, Slavšina, Vitomarci

## In Sveti Andraž zijn geboren
- Ignac Koprivec (1907-1980), schrijver

Benedikt · Cerkvenjak · Cirkulane · Destrnik · Dornava · Duplek · Gorišnica · Hajdina · Hoče-Slivnica · Juršinci · Kidričevo · Kungota · Lenart · Lovrenc na Pohorju · Majšperk · Makole · Maribor · Markovci · Miklavž na Dravskem polju · Oplotnica · Ormož · Pesnica · Podlehnik · Poljčane · Ptuj · Rače-Fram · Ruše · Selnica ob Dravi · Slovenska Bistrica · Središče ob Dravi · Starše · Sveta Ana · Sveta Trojica v Slovenskih goricah · Sveti Andraž v Slovenskih goricah · Sveti Jurij · Sveti Tomaž · Šentilj · Trnovska vas · Videm · Zavrč · Žetale
1. ↑  "Prebivalstvo po starosti in spolu, občine, Slovenija, polletno". Statistični urad Republike Slovenije. Geraadpleegd op 18 april 2021.